# William Ormston
William Albert Ormston (* 12. August 1895 in Mile End (London); † 1950 in London Borough of Lambeth) war ein britischer Radrennfahrer und nationaler Meister im Radsport.

## Sportliche Laufbahn
Ormston war Bahnradsportler und Teilnehmer der Olympischen Sommerspiele 1920 in Antwerpen. Im Sprint und im Tandemrennen schied er in den Vorläufen aus. Sein Partner auf dem Tandem war Herbert Lee.
1914 siegte er in der nationalen Meisterschaft des Verbandes N.C.U. über die Viertelmeile, 1 Meile und 5 Meilen. 1920 gewann er mit Herbert Lee die nationale Meisterschaft im Tandemrennen. 1921 wurden beide Vize-Meister.
1922 belegte Ormston in Paris bei den Bahnradsport-Weltmeisterschaften den dritten Platz im Sprint der Amateure hinter seinem Landsmann Thomas Johnson und Maurice Peeters. 1923 wurde er Berufsfahrer und startete bei den UCI-Bahn-Weltmeisterschaften im Sprint.